# 塔瑪爾科鎮區 (伊利諾伊州邦德縣)
塔爾馬科鎮區（英語：Tamalco Township）是位於美國伊利諾伊州邦德縣的一個行政鎮區。

## 地方資料
根據2010年美國人口普查的數據，塔爾馬科鎮區的面積為98.70平方千米，當中陸地面積為96.40平方千米，而水域面積為2.30平方千米。當地共有人口534人，而人口密度為每平方千米5.41人。